# Eclipse solar de 11 de julho de 2010

Animação do eclipse de 11 de julho de 2010.

O eclipse solar de 11 de julho de 2010 foi um eclipse total do Sol visto do sul do Oceano Pacífico e de parte do extremo meridional da América do Sul. Foi parcial em algumas  cidades do sul do continente, mas não foi visível no hemisfério norte. O eclipse foi total nas Ilhas Cook, na Polinésia Francesa, na Ilha de Páscoa e no extremo sul do Chile e da Argentina, no fim da tarde, no horário local. Em algumas regiões da Patagônia o eclipse foi visto ao pôr-do-sol. Foi o eclipse número 27 da série Saros 146.

## Transmissão ao vivo
Esse eclipse foi transmitido ao vivo pela internet a partir da Polinésia Francesa e da Ilha de Páscoa, o que possiblitou que fosse acompanhado em tempo real por qualquer pessoa conectada à rede mundial de computadores.